# Tricordo viennese
Nella teoria musicale, un Tricordo viennese (anche chiamato accordo di quarta viennese e accordo tritono di quarta), così chiamato dalla Seconda scuola di Vienna, è un insieme con forma primaria (0,1,6). Il suo numero di Forte è 3-5. Gli insiemi Do–Re♭–Sol♭ e Do–Fa♯–Sol sono entrambi esempi di tricordi viennesi, sebbene possano essere arrangiati in molti modi.
Audio playback is not supported in your browser. You can download the audio file.
Secondo Henry Martin, "compositori come Webern... sono parziali con i tricordi 016, dato il loro inserimento "più dissonante" degli intervalli di classe 1 e 6."
Nel jazz e nella musica popolare l'accordo di solito ha una funzione dominante, essendo il terzo, il settimo e sesto/tredicesimo aggiunto di un accordo dominante con radice elisa (e quinto, come nell'accordo del jazz).
Audio playback is not supported in your browser. You can download the audio file.